# Ernolsheim-lès-Saverne
Ernolsheim-lès-Saverne település Franciaországban, Bas-Rhin megyében. Lakosainak száma 601 fő (2022. január 1.). Ernolsheim-lès-Saverne Dossenheim-sur-Zinsel, Neuwiller-lès-Saverne, Saint-Jean-Saverne és Steinbourg községekkel határos.

## Népesség
A település népességének változása:
| Lakosok száma | 589  | 563  | 595  | 594  | 594  | 595  | 595  | 601  | 601  |
|               | 2013 | 2015 | 2016 | 2017 | 2018 | 2019 | 2020 | 2021 | 2022 |